# Horbruch

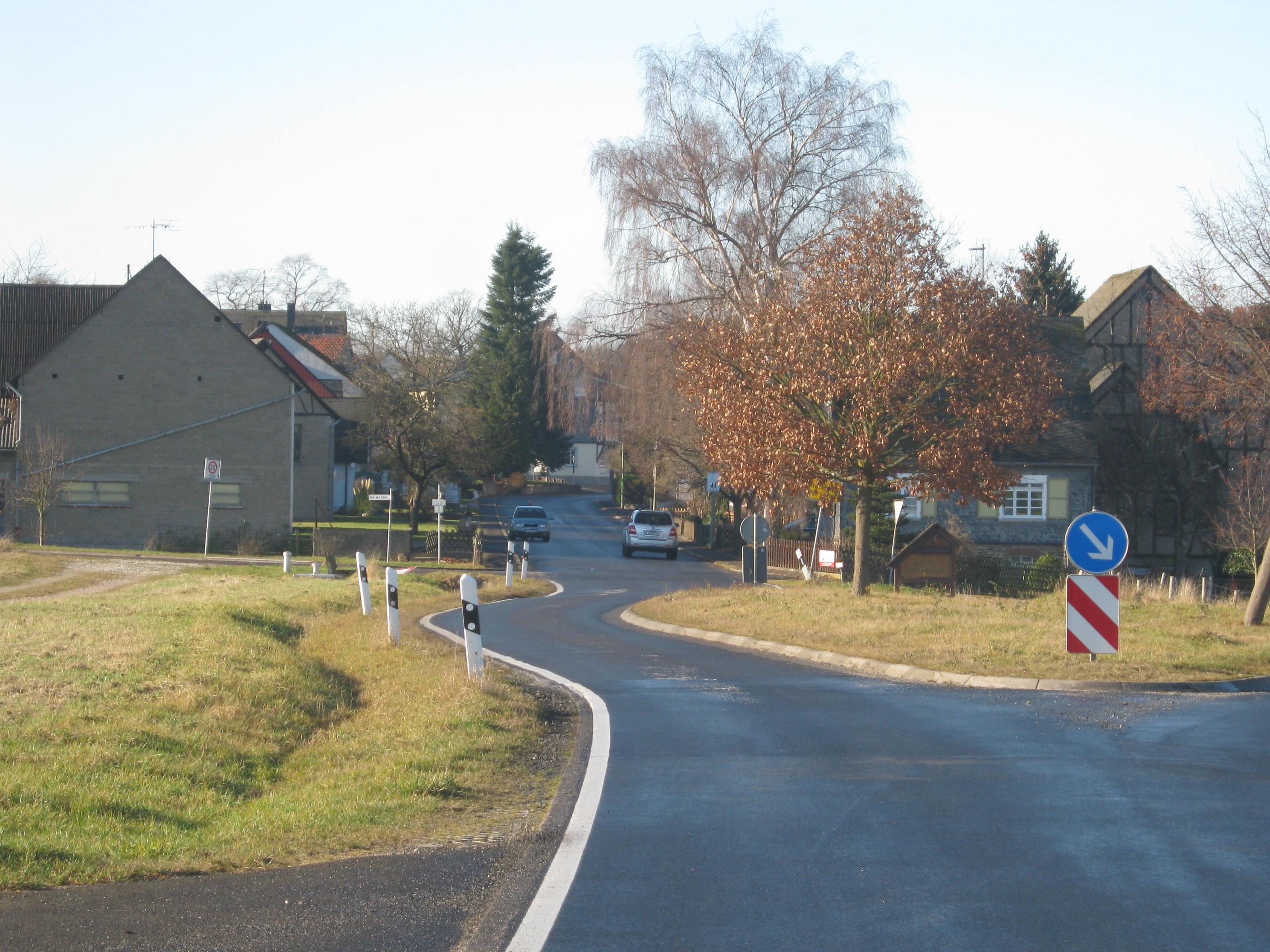
Ortseingang von Osten

Horbruch ist eine Ortsgemeinde im Landkreis Birkenfeld in Rheinland-Pfalz. Sie gehört der Verbandsgemeinde Herrstein-Rhaunen an.

## Geographie
Horbruch liegt im Hunsrück nordwestlich des Idarkopfs (746 m ü. NHN). 44,3 Prozent der Gemarkungsfläche sind bewaldet. Im Westen befindet sich Hochscheid, im Norden Hirschfeld (Hunsrück) und östlich liegt Krummenau.
Zu Horbruch gehören auch die Wohnplätze Bergmühle, Emmerichsmühle, Forsthaus Horbruch, Hockenmühle und Neumühle.

## Bevölkerungsentwicklung
Die Entwicklung der Einwohnerzahl von Horbruch, die Werte von 1871 bis 1987 beruhen auf Volkszählungen:
| Jahr | Einwohner |
| ---- | --------- |
| 1815 | 164       |
| 1835 | 259       |
| 1871 | 286       |
| 1905 | 273       |
| 1939 | 289       |
| 1950 | 300       |
| 1961 | 310       |

| Jahr | Einwohner |
| ---- | --------- |
| 1970 | 308       |
| 1987 | 286       |
| 1997 | 338       |
| 2005 | 351       |
| 2011 | 364       |
| 2017 | 348       |
| 2023 | 359       |

## Politik

### Gemeinderat
Der Gemeinderat in Horbruch besteht aus acht Ratsmitgliedern, die bei der Kommunalwahl am 9. Juni 2024 in einer Mehrheitswahl gewählt wurden, und dem ehrenamtlichen Ortsbürgermeister als Vorsitzendem.

### Bürgermeister
Olaf Trarbach wurde am 19. Juli 2024 Ortsbürgermeister von Horbruch. Er war am 9. Juni 2024 als Direktbewerber mit 70,7 Prozent der Stimmen für fünf Jahre gewählt worden.

### Wappen
| Wappen von Horbruch | Blasonierung: „In schräglinks geteiltem Schild vorne in Schwarz ein goldenes Horn, hinten rot-silbernes Schach.“ |
| Wappen von Horbruch | Wappenbegründung: Das Horn wurde dem früheren Gerichtssiegel von Horbruch entnommen. Das Horn bedeutet vielleicht ein „redendes Symbol“ für den Ortsnamen. Der hintere Schildteil verweist auf die ehemalige Zugehörigkeit zur Hinteren Grafschaft Sponheim. |

## Wirtschaft und Infrastruktur
In Horbruch gibt es einen Kindergarten und ein Dorfgemeinschaftshaus. In Traben-Trarbach ist ein Bahnhof der Bahnstrecke Pünderich–Traben-Trarbach. Im Norden befinden sich die Bundesstraße 50 und der Flughafen Frankfurt-Hahn. Durch die Gemarkung verläuft die sogenannte Hunsrückquerbahn, die wegen hohem Investitionsbedarfs bis auf weiteres nicht mehr betrieben werden kann.